# Идрис ибн Абдуллах ас-Сануси
Идрис ибн Абдуллах ас-Сануси (араб. ادريس بن عبد الله السنوسي; 18 января 1957, Бенгази) — представитель династии Сануситов. Является претендентом на главенство в династии. Большинство ливийских монархистов считают что легитимным главой Сануситов является Мухаммад ас-Сануси, четвероюродный брат Идриса.

## Биография
Идрис родился в Бенгази 18 января 1957 года. В 1969 году, во время учебы в Великобритании в Ливии свергли монархию. О свержении монархии ему сообщил отец по телефону. Затем Идрис учился в средней школе Бруммана в Ливане и в Международной школе Святого Стефана в Риме.
В 1991 году газета The New York Times опубликовала статью, в которой утверждалось, что Идрис ас-Сануси взял под свой контроль диссидентские ливийские военизированные формирования из 400 человек, которые прошли подготовку в США, для борьбы с режимом Муаммара Каддафи, однако многие сомневаются в правдивости этой информации.
В 1990-е годы Идрис он лоббировал в парламенте Великобритани свое признание главой дома Сануситов. В результате 41 британских депутата подписали петицию о том что Идрис является законным главой дома Сануситов. На все это он потратил не менее 100 000 фунтов. За что, его в июле 1995 года привлекли к суду. В суде Идрис признался что он это делал для поднятия авторитета среди депутатов парламента. В ходе судебного процесса он отказался от претензий на главенство в доме Сануситов.
После начала гражданской войны в Ливии, Идрис поддержал оппозицию и заявил что после окончания войны готов вернуться в Ливию. В марте 2011 года сообщалось, что Идрис встречался с представителями США в Вашингтоне, для обсуждения условий мира и лидерства в Ливии. В декабре 2011 года он посетил Ливию.

## Деловая жизнь
Идрис был директором Washington Investment Partners и China Sciences Conservational Power. Также работал в компании Ansaldo Energia и ее дочерней компании Saipem. Он также был посредником и советником по контракту на строительство порта Рас-Лаффан в Катаре.

## Личная жизнь
Идрис дважды состоял в браке.  Первый раз он женился на Синди Леа Хелес в 1982 году. От нее у него есть дочь Алия ас-Сануси. В 1986 году он развелся с Синди. Однако уже в следующем году он женился второй раз Ане Марии Киньонес Фернандес. Вместе у них сын Халед.